# Siagonodon unguirostris
Espèce
Synonymes
- Glauconia unguirostris Boulenger, 1902
- Leptotyphlops unguirostris (Boulenger, 1902)
- Rena unguirostris (Boulenger, 1902)

Siagonodon unguirostris est une espèce de serpents de la famille des Leptotyphlopidae.

## Répartition
Cette espèce se rencontre :
- dans le nord de l'Argentine ;
- en Bolivie ;
- dans le sud du Paraguay.

## Description
L'holotype de Siagonodon unguirostris mesure 180 mm dont 7 mm pour la queue et dont le diamètre au milieu du corps est de 3,6 mm. Cette espèce a la face dorsale brun pâle et la face ventrale blanche.

## Étymologie
Son nom d'espèce vient du latin unguis, « ongle », et rostris, « museau », probablement en référence à sa museau proéminent et crochu.

## Publication originale
- Boulenger, 1902 : List of the fishes, batrachians, and reptiles collected by the late Mr. P. O. Simons in the Provinces of Mendoza and Cordova, Argentina. Annals and Magazine of Natural History, sér. 7, vol. 9, no 53, p. 336-339 (texte intégral).